# Кальмар сушений
Кальмар сушений — морепродукт вироблений у спосіб висушування цільного або подрібненого м'яса кальмарів або каракатиць. Дуже популярний в прибережних азійських країнах, частково в Україні, і на Гаваях.

## Історія і походження
Кальмари поширені в тихоокеанських прибережних районах Східної і Південно-Східної Азії, де традиційно вживаються в їжу людиною. Сушка кальмара спочатку була одним з способів збереження придатного до їжі продукту на триваліший термін, однак поступово, смакові якості кальмара, обробленого таким чином, набрали популярність.
Починаючи з 1970-х років, сушений кальмар регулярно продається в Гонконзі, де став популярним снеком. Подрібнені кальмари стали продаватися в Макао, як додаток до мигдалевого бісквіта. В Китаї сушений кальмар вважається легкою закускою і продається на вагу в багатьох магазинах по всій країні. В Японії сушені подрібнені кальмари є популярною закускою до алкогольних напоїв. В Україні сушений кальмар є популярною закускою до пива, на ринку представлений у вигляді кільця кальмара, стружки з кальмара або скибочок кальмара, як правило продається у вакуумних пакетах вагою від 30 до 150 грамів. У корейській кухні, сушені подрібнені кальмари їдять як анджу (закуска до алкоголю), так само використовують як інгредієнт панчхана (різна закуска у вигляді салату до основної страви).

## Приготування стружки
Спочатку кальмар розділяється на частини і очищається від шкіри, після чого відварюється при температурі 65-80°С протягом 3-5 хвилин. Потім охолоджується і перетирається на дрібні частини, які сушаться при температурі близько 20 °C протягом понад 4 години. Цукор, сіль, сорбіт, підсолоджувачі, органічні кислоти і глутамат натрію є типовими добавками при виробництві продукту. На наступному етапі приготування маса сушиться при температурі 40-45 °с протягом 12-20 годин до досягнення вологості до 40 %. Потім витримується в холодному приміщенні протягом 2 тижнів або більше, і вже після цього висушують при вищій температурі 110—120 °C протягом 3-5 хвилин. Після цього продукт ще раз подрібнюють і висушують до рівня вологи в 25-27 %.

## Пакування
Найбільш поширеним методом фасування продукту в сьогоднішніх азійських країнах є паковання продукту у вакуумні пластикові одноразові пакети. В Україні продукт, як правило, продається у вакуумних пакетах, але в спеціалізованих магазинах його можна придбати на вагу.

## Небезпечні добавки
В новинах фігурувала інформація, про наявність миш'яку та інших токсичних металів у партії сушеного кальмара упакованого в Гонконзі.

## Галерея

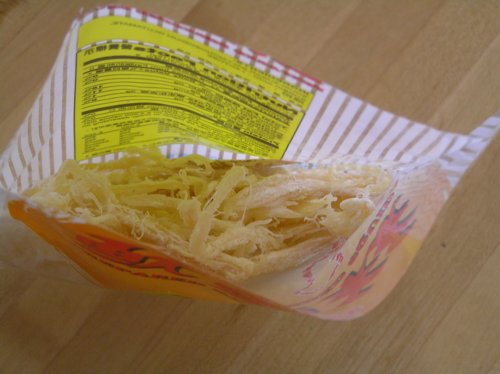
Сушений кальмар в пакеті
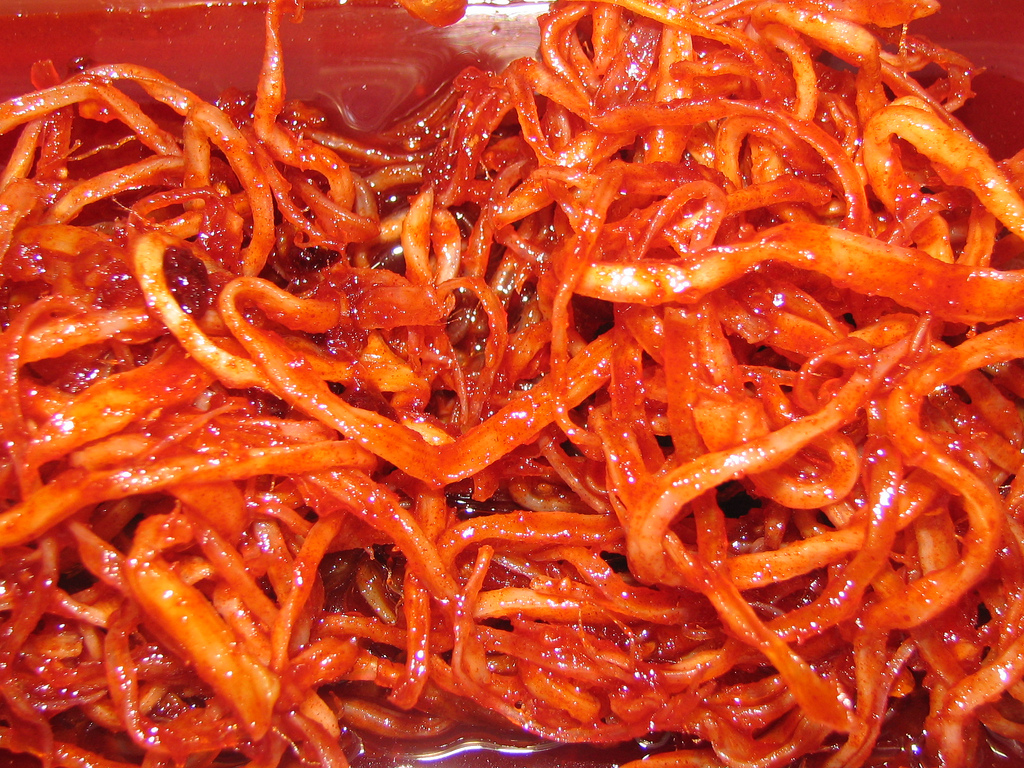
Салат з сушеного кальмара з соусом кочхуджан в корейській кухні
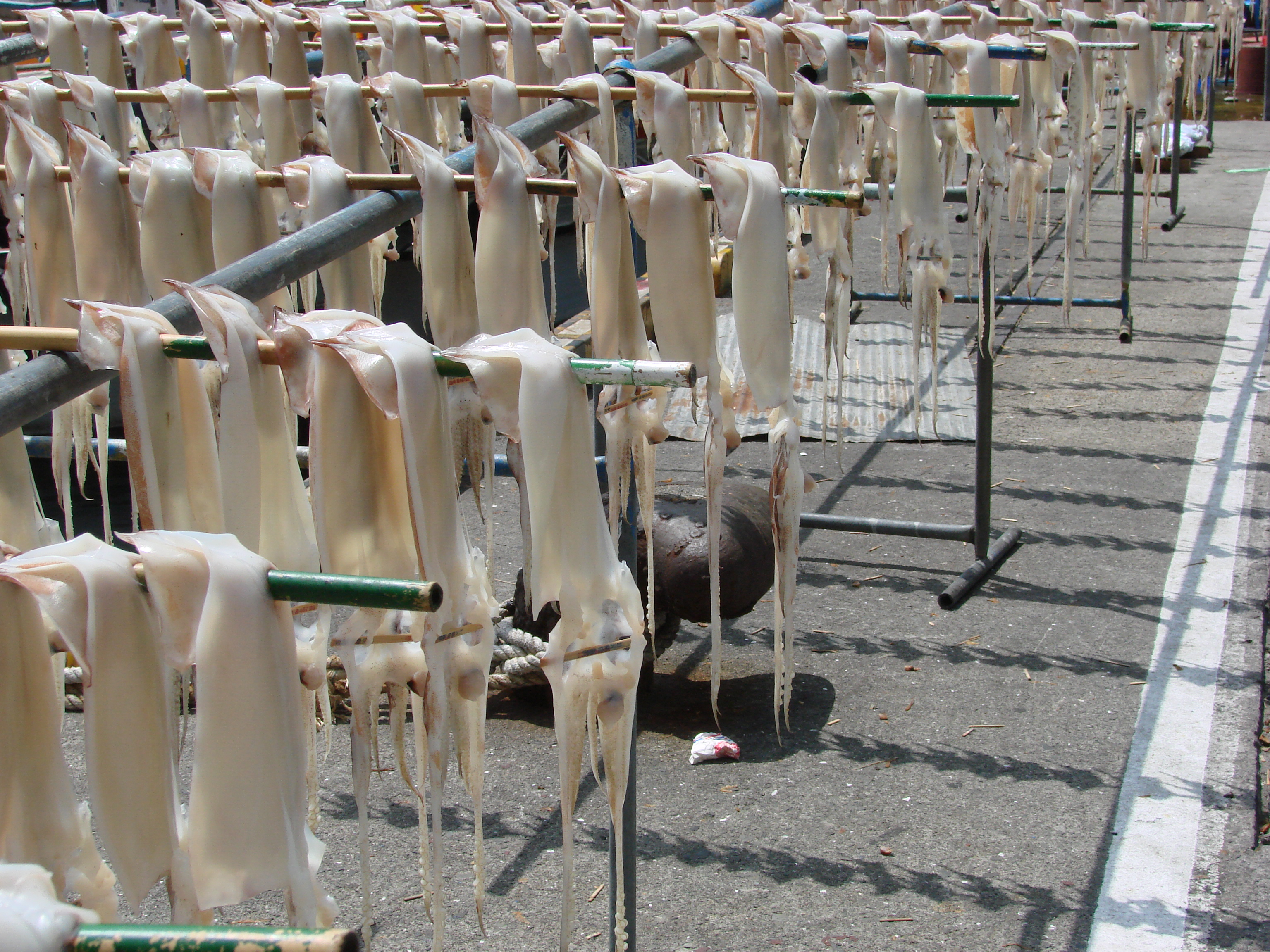
Сушка кальмара в Японії